# Synchlora apicata
Synchlora apicata är en fjärilsart som beskrevs av W. Warren 1900. Synchlora apicata ingår i släktet Synchlora och familjen mätare. Inga underarter finns listade i Catalogue of Life.